# أنخيل غالفان
أنخيل غالفان (بالإسبانية: Ángel Galván)‏ هو لاعب كرة قدم إسباني، ولد في 16 أبريل 1993 في سانتا كروث دي تينيريفه في إسبانيا. لعب مع نادي تينيريفي.

## وصلات خارجية
- أنخيل غالفان على موقع قاعدة بيانات كرة القدم.إي يو (الإنجليزية)
- أنخيل غالفان على موقع Soccerway.com (الإنجليزية)
- أنخيل غالفان على موقع AS.com (الإسبانية)